# All the Way to Reno (You're Gonna Be a Star)
«All the Way to Reno (You're Gonna Be a Star)» és el quaranta-unè senzill de la banda estatunidenca R.E.M., el segon extret de l'àlbum d'estudi Reveal el 23 de juliol de 2001. La lletra descriure algú que creu que pot fer-se famós si viatja a Reno, Estats Units.
La cara-B del senzill conté dues cançons addicionals més una versió en directe de la cara-A, que va ser enregistrada al concert South Africa Freedom Day realitzat a Trafalgar Square de Londres en honor del president sud-africà Nelson Mandela. Posteriorment va ser inclosa en la compilació In Time: The Best of R.E.M. 1988–2003.
Aquesta cançó va entrar a la llista britànic de senzills arribant al 24è lloc, en canvi, no va aconseguir entrar a la llista estatunidenca.
El videoclip va ser enregistrat a l'institut Bishop Ford Central Catholic High School de Brooklyn, Nova York, per quatre estudiants del centre i també d'altres centres locals sota la direcció de Michael Moore. El videoclip va ser inclòs entre els vídeos extra inclosos en l'edició de iTunes Store de la compilació Part Lies, Part Heart, Part Truth, Part Garbage 1982–2011, tot i que la cançó estava inclosa en la mateixa compilació.